# イチか?バチか?プロジェクト
イチか?バチか?プロジェクト　〜若者の底力〜（いちか・ばちか・ぷろじぇくと・わかもののそこぢから）とは、2009年に行われたNHK教育テレビとフジテレビの共同企画の名称である。

## 概要
『お固い』イメージのあるNHK教育テレビと『柔軟』なイメージのフジテレビが、開局以来それぞれ違う視点から見つめてきた「若者」をテーマに、タッグを組んで番組を制作する。
この企画名称は、NHKのチャンネルナンバー（関東地区アナログ、一部地域を除くデジタルリモコンキーID）「1」とフジテレビの「8」からきている（ただし“教育テレビ”とすると関東地区アナログは「3」、デジタルは「2」である）。
ちなみにNHK教育テレビとフジテレビは共に1959年に開局しており、2009年で開局50年を迎えた。

## 番組
- 復活? 真剣中年しゃべり場
  - 日時 - 2009年3月21日 24:45 - 26:47
  - 放送チャンネル - NHK教育テレビ
  - 内容 - 教育テレビの番組『真剣10代しゃべり場』の派生版として放送。ここで出てきた問題提起を、次に放送する「MANNINGENスペシャル」で質問として出題した。
  - 司会 - 小池栄子、畠山智之（NHK）
  - 出演 - 古田新太、戸部洋子（フジテレビ）、エド・はるみ、勝間和代、富野由悠季、名越康文、なぎら健壱、日比野克彦、堀紘一、本田由紀、現代の若者たち
- MANNINGENスペシャル
  - 日時 - 2009年3月28日 25:50 - 26:50
  - 放送チャンネル - フジテレビ（関東のみ）、フジテレビ721、フジテレビCSHD
  - 内容 - フジテレビの番組『MANNINGEN』の特別版。「復活? 真剣中年しゃべり場」で出てきた問題提起を受けて質問を作成、「MANNINGEN」のシステムを用いて世論調査を実施。地上波は関東地区のみで放送なので、CS放送・ケーブルテレビの無料放送で補完される。
  - 司会 - 畠山智之（NHK）、戸部洋子（フジテレビ）
  - 出演 - 古田新太、小池栄子、木下優樹菜、関根麻里、柳原可奈子ほか
- 若者の底力
  - 日時 - 2009年3月28日 26:50 - 27:20
  - 放送チャンネル - NHK教育テレビ / フジテレビ（関東のみ）、フジテレビ721、フジテレビCSHD
  - 内容 - 上記2つの番組を受けてまとめを生放送する。NHK側とフジテレビ側が同じスタジオ・別々のカメラで放送する。

## 備考
NHKとフジテレビは、これまでも放送局の垣根を越えた交流が盛んである。以下はNHKの総合テレビでの放送を実施。
- NHK紅白歌合戦 - 野猿、ゴリエ、羞恥心などフジテレビの番組出身のグループも多く出場している。特に2008年の放送は、フジテレビのアナウンサーが応援ゲストとして登場している。
- 今夜も生でさだまさし - 2008年10月の放送では「お台場から生放送! 秋の夜長もさだまさし」としフジテレビ社屋から生放送し、一部時間はフジテレビのCS放送で同時放送された。NHKとフジテレビのアナウンサーが競演している。
- ヒューマン・コード〜想定外のワタシと出会うための3つの暗号 - フジテレビで2012年4月に単発で放送された教養バラエティ番組。当番組をきっかけにNHKエデュケーショナルが制作に参加[1]。